# 프레스톤 스토머
프레스톤 스토머는 히어로 팩토리의 등장인물이다.
색상은 하얀색이나, 리더로 활동하고 있다.

## 행적

### 1.0
히어로 팀의 리더로 활동하고 있다. 알파 팀으로 활동 중이며, 루키 팀 일원 중 한 명인 퓨노를 가르치고 있다. 나노봇에게 지배당하여 악당화되었었으나, 그 후에는 본 네뷸라를 봉인했다.

### 2.0
파이어 로드와 대결했지만, 매우 어려웠었다. 이후 파이어 로드를 성공적으로 체포했다.

### 3.0
코뿔소로 각성하여 동물들을 정화시키고 어둠의 주술사를 물리친다.

### 탈옥사건
스피다 데몬을 추격하나 체포에 실패했지만, 다시 추격하여 스피다 데몬 체포에 성공한다.

## 완구

### 1.0
무기가 오른팔에 통짜이다.

### 2.0
무기는 분리형으로 바뀌었다.

### 3.0
무기가 클로로 바뀌었다.

### 탈옥사건
키가 더욱 커졌고 무기가 더욱 새로워졌으며, 수갑도 추가되었다.